# Martha Carvajalino
Martha Viviana Carvajalino Villegas (6 de febrero de 1983) es una abogada colombiana. Desde julio de 2024 es la ministra de Agricultura y Desarrollo Rural de Colombia en el gobierno de Gustavo Petro.

## Biografía
Estudió derecho en la Universidad Nacional de Colombia graduándose en 2005. Realizó una especialización en derecho constitucional y una maestría en derecho con énfasis en investigación en la misma institución.

### Trayectoria
En el año 2016, ingresó a la Procuraduría General de la Nación donde se desempeñó por siete años como procuradora judicial para asuntos ambientales y agrarios. Por varios años se ha desempeñado como consultora de organismos nacionales e internacionales en temas agrarios y ambientales.
Fue viceministra de Desarrollo Rural entre junio de 2023 y enero de 2024 acompañando a la entonces ministra Jhenifer Mojica.

### Ministra de Estado

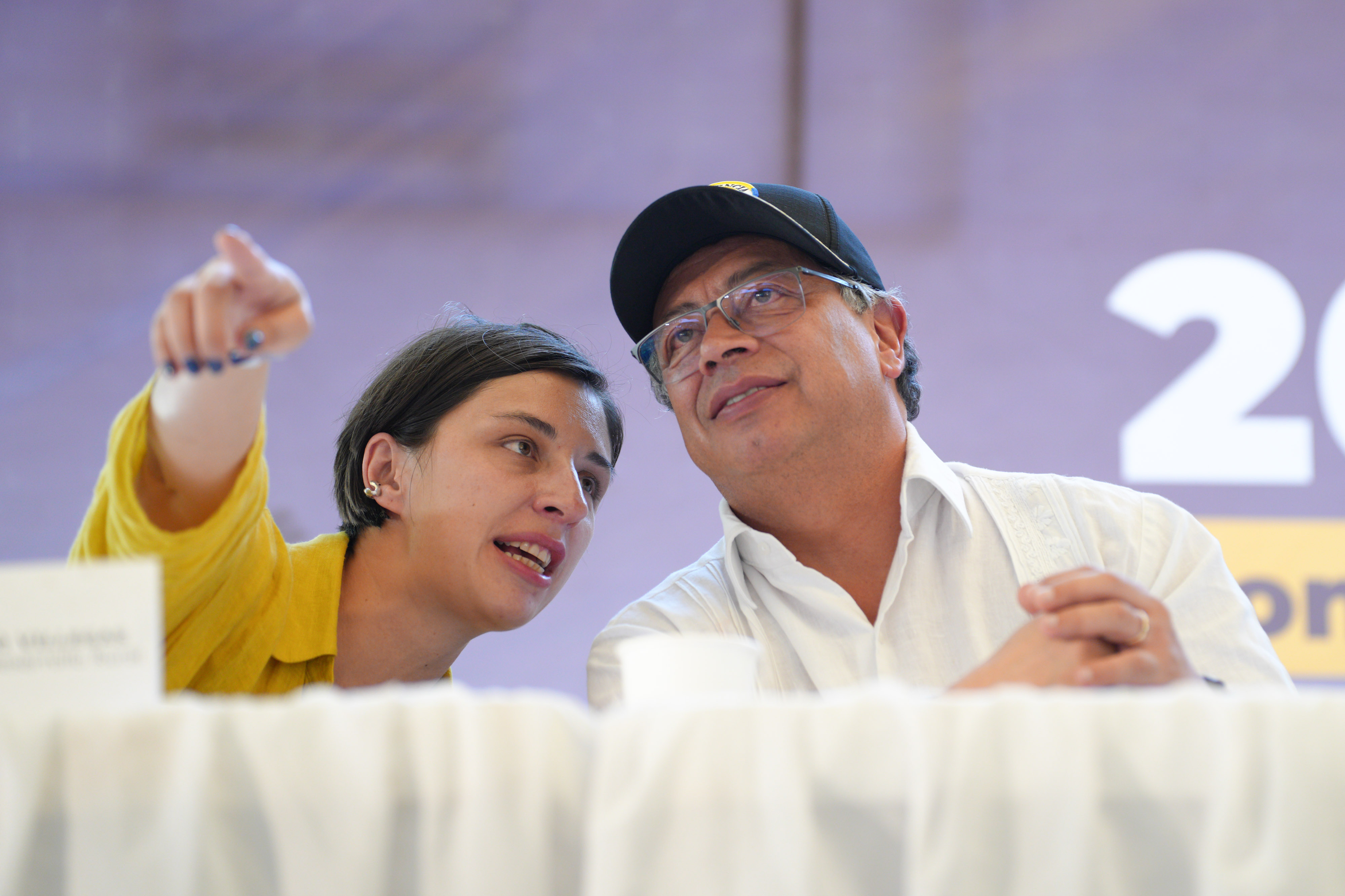
La ministra Carvajalino junto al presidente Gustavo Petro (2024).

A inicios de julio de 2024, el presidente Gustavo Petro realizó varios cambios de gabinete ad portas de cumplir 2 años como mandatario. Martha Carvajalino fue anunciada para suceder a la ministra Jhenifer Mojica; tomó posesión de su cargo el 8 de julio de 2024.